# Özcan Deniz
Özcan Deniz (Ancara, 19 de maio de 1972) é um ator, cantor, compositor, escritor e diretor turco.

## Filmografia
| Filmes          | Filmes                                 | Filmes            | Filmes |
| Ano             | Título                                 | Personagem        |        |
| --------------- | -------------------------------------- | ----------------- | ------ |
| 1994            | Ona Sevdiğimi Söyle                    |                   |        |
| 1996            | Yer Çekimli Aşklar                     | Cemal             |        |
| 2002            | Kolay Para                             | Cevher Yıldız     |        |
| 2003            | O Şimdi Asker                          | Yüzbaşı Volkan    |        |
| 2003            | Asmalı Konak: Hayat                    | Seymen Karadağ    |        |
| 2004            | Neredesin Firuze                       | Ferhat Can        |        |
| 2006            | Keloğlan Kara Prens'e Karşı            | Kara Prens        |        |
| 2008            | Sarıkamış Beyaz Hüzün                  | Teğmen Faik       |        |
| 2008            | Mevlana Celaleddin-i Rumi: Aşkın Dansı | Çelebi Hüsamettin |        |
| 2011            | Ya Sonra                               | Adem              |        |
| 2012            | Araf                                   | Mahur             |        |
| 2012            | Evim Sensin                            | İskender          |        |
| 2013            | Su ve Ateş                             | Haşmet            |        |
| 2015            | Sevimli Tehlikeli                      | Director-writer   |        |
| 2016            | Her Şey Aşktan                         |                   |        |
| 2016            | İkinci Şans                            | Cemal             |        |
| 2017            | Öteki Taraf                            | Çetin             |        |
| Séries          |                                        |                   |        |
| Ano             | Título                                 | Personagem        |        |
| 1997            | Yalan                                  | Hasan             |        |
| 1999            | Aşkın Dağlarda Gezer                   | Zal               |        |
| 2002–2003       | Asmalı Konak                           | Seymen Karadağ    |        |
| 2004–2006       | Haziran Gecesi                         | Baran Aydın       |        |
| 2007            | Kader                                  | Ali Asyalı        |        |
| 2008            | Aşk Yakar                              | Mustafa           |        |
| 2010            | Samanyolu                              | Nejat             |        |
| 2012            | Bir Zamanlar Osmanlı: Kıyam            | Serhat            |        |
| 2013–2014       | Karagül                                | Murat Şamverdi    |        |
| 2014–2015       | Kaderimin Yazıldığı Gün                | Kahraman Yörükhan |        |
| 2017-2019       | İstanbullu Gelin                       | Faruk Boran       |        |
| 2021            | Seni Çok Bekledim                      | Kadir Eren        |        |
| 2023-2024       | Kizil Goncalar                         | Levent Alkanli    |        |
| Programas de TV |                                        |                   |        |
| Ano             | Título                                 | Canal             |        |
| 1998            | Deniz Show                             | Star TV           |        |
| 2007            | İki Renk                               | TRT 1             |        |

## Discografia

### Álbuns
- Yine Ağlattın Beni (1992, Nokta Müzik)
- "Meleğim" (1993, Prestij Müzik)
- Hadi Hadi Meleğim (1993, Prestij Müzik)
- Beyaz Kelebeğim (1994, Prestij Müzik)
- Yalan Mı? (1997, Prestij Müzik)
- Çoban Yıldızı (1998, Prestij Müzik)
- Aslan Gibi (2000, Prestij Müzik)
- Leyla (2002, Prestij Müzik)
- "Geçmiyor Günler" (2003, Prestij Müzik)
- Ses ve Ayrılık (2004, Deniz-Spotek Production)
- Hediye (2007, DMC)
- Sevdazede (2009, Avrupa Müzik)
- Bi Düşün (2012, Poll Production)

### Single
- "Her Şey Değişir" (Pamela ve Fuat ile) (2009, Pasaj Müzik)
- "Merakımdan" (2012, Poll Production)
- "Aşk" (2019, DNZ Prodüksiyon)
- "Allah Büyük" (2020, DNZ Prodüksiyon)
- "Ben Yine Kendimle" (2020, DNZ Prodüksiyon)
- "Ayrıntılarda Gizli" (2020, DNZ Prodüksiyon)

### Videoclipes
- "Meleğim" (1993)
- "Gururum" (1993)
- "Amanın Aman" (1994)
- "Beyaz Kelebeğim" (1994)
- "Hoşuma Gidiyor" (1994)
- "Nasıl Anlatayım" (1995)
- "Yalan mı?" (1997)
- "Vallah" (1997)
- "Yalvarırım" (1997)
- "Geçmiyor Günler" (1998)
- "Yaralı" (1998)
- "İçem" (1998)
- "Utanıyorum" (1999)
- "Aslan Gibi" (2000)
- "Dön Desem" (2002)
- "Canım" (2004)
- "Kal De" (2004)
- "Sevdanın Rengi" (2004)
- "Bir Dudaktan" (2007)
- "Zorun Ne Benle Aşk" (2007)
- "Nasip Değilmiş" (2007)
- "Bir Dudaktan (Remix)" (2007)
- "İllallah" (2009)
- "Kalp Yarası" (2009)
- "Aç Bir Coca-Cola" (2015) - Reklam
- "Aşk" (2020)